# Ein Sommersandtraum
Ein Sommersandtraum (Originaltitel: Der Sandmann) ist ein Schweizer Spielfilm aus dem Jahr 2011. Die Uraufführung war beim Filmfestival Max Ophüls Preis 2011, wo der Film den Publikumspreis gewann. Kinostart in Deutschland war am 21. Juli 2011.

## Handlung
Benno, der seine unkonventionelle Nachbarin Sandra nicht besonders mag, muss damit kämpfen, dass plötzlich Sand aus seinem Leib rieselt. Benno arbeitet in einem Briefmarkenladen, ist aber begabter Musiker, der in jungen Jahren jedoch scheiterte. Sandra betreibt das Café unter seiner Wohnung und übt abends nach Ladenschluss für einen Auftritt als Solokünstlerin, was Benno beim Einschlafen stört. Sooft er sich auch bei Sandra beschwert, sind ihr seine Probleme egal und es kommt zwischen ihnen zu einem regelrechten Kleinkrieg. Sie beleidigen sich, wo sie nur können.
Der Sand, der aus Benno herausrieselt und den er sich selber nicht erklären kann, ist Schlafsand – wenn man daran riecht, fällt man in eine Art Klartraum. In diesem Traum sind Benno und Sandra ein Paar, obwohl Benno eigentlich mit Patrizia zusammen ist. Durch den Rieselsand verliert Benno auch an Gewicht, weswegen er einen Arzt aufsucht. Der kann allerdings nichts Auffälliges finden und auch ein Therapeut hält es für Einbildung. Seiner Freundin Patrizia verschweigt er sein Problem und als sie ihn eines Abends wieder einmal besucht und sie gemeinsam essen, entdeckt sie den seltsamen Sand und riecht daran. Sofort schläft sie ein und scheint angenehm zu träumen. Als er sich keinen Rat mehr weiß, vertraut er sich ausgerechnet Sandra an und lässt sie an dem Sand riechen, um dessen Wirkung zu testen. Sandra beginnt, ähnlich wie Benno zu träumen. Sie reden darüber und halten die Vorstellung, ein Paar zu sein, für absolut abwegig. Deshalb kontaktiert Benno einen Wahrsager und Heiler, doch ohne Erfolg. Nachdem sein Chef im Briefmarkenladen immer wieder „dreckigen“ Sand im Geschäft entdeckt und herausfindet, dass dieser von Benno stammt, entlässt er ihn und wirft ihn aus dem Laden. Aus Rache zwingt Benno seinen Chef, an dem Sand zu riechen, worauf er sogleich in einen tiefen Schlaf fällt.
Bennos Fußboden in seiner Wohnung ist mittlerweile von einer dicken Sandschicht bedeckt, denn er hat es aufgegeben, ihn zu entfernen. Er hat in einer Buchhandlung eine neue Anstellung bekommen und beginnt, sich der Macht des Sandes zu bedienen, indem er die Kundschaft des Ladens reihenweise in den Schlaf fallen lässt. Bei jeder seiner nun sehr häufig wechselnden Arbeitsstellen verfährt er ähnlich. Das vergnügt ihn zwar, löst aber sein Hauptproblem nicht. Als sein Gewichtsverlust ein bedrohliches Ausmaß annimmt, vertraut er sich erneut Sandra an. Mit ihrer Hilfe findet er heraus, dass er immer dann Sand zu rieseln beginnt, wenn er unehrlich ist; sagt er die Wahrheit, rieselt kein Sand.
Benno beschließt, nur noch die Wahrheit zu sagen, da er durch den Gewichtsverlust bereits so geschwächt ist, dass er es sich nicht mehr leisten kann, weiter Sand und somit Substanz zu verlieren. So muss er notgedrungen seinem ehemaligen Chef gestehen, eine wertvolle Briefmarke unterschlagen zu haben. Seiner Freundin macht er keine Komplimente mehr und auf die Frage, ob er sie wirklich lieben würde, kann er nun nur mit nein antworten, was ihre Beziehung beendet. In seiner Verzweiflung kontaktiert er noch einmal den Wahrsager, der ihn wissen lässt, dass die Lösung in seinen Träumen zu suchen ist. Daraufhin träumt er sich den halben Tag durch sein Leben. Hier begegnet er immer wieder Sandra und auch Sandra scheint die gleichen Träume zu haben. So versuchen sie, gemeinsam auf die Lösung seines Problems zu kommen und hoffen, dass es mit Musik zu tun haben könnte. Sandra soll für Benno die 9. Sinfonie Ludwig van Beethovens singen und so übt er mit ihr, die in der klassischen Musik eigentlich überhaupt nicht „zu Hause“ ist. Doch es will nicht funktionieren. Benno versinkt mittlerweile im Sand, der sich in seiner Wohnung angesammelt hat und nicht aufhört, aus seinem Körper zu rieseln. Völlig entkräftet schleppt er sich zu Sandra und zerrieselt komplett vor ihrer Tür. Sandra nimmt wortlos seine Kleidung, fegt den restlichen Sand zusammen und riecht daran. In ihrem Traum singt Sandra, von einem Orchester begleitet, das von Benno dirigiert wird.
Als Sandra aus ihrem Traum erwacht, liegt sie gemeinsam mit Benno auf dem Fußboden ihres Cafés.

## Kritiken
Till Kadritzke wertete für critic.de: „Luisis Märchen ist charmant und über weite Strecken komisch.[…] Doch man wird das Gefühl nicht los, dass hier mehr drin gewesen wäre. […] Denn mit einer zunehmenden Verkomplizierung des Plots nimmt Luisi dem Sommersandtraum viel von seiner anfänglichen Rätselhaftigkeit, und auch der Humor wird gegen Ende immer plumper. So dürfte es dem ein oder anderen Zuschauer am Ende ein bisschen gehen wie Bennos ratlosem Psychiater. So richtig weiß man nichts anzufangen mit diesem Film.“
Bei kino-zeit.de schrieb Joachim Kurz: „Dass der Film trotz seiner vermeintlichen (und tatsächlichen) Leichtigkeit einiges an Tiefe besitzt, liegt vor allem an jener bestechenden einfachen, zutiefst befremdlichen und mit etlichen Assoziationen versehenen Metapher, auf die er als Grundprämisse aufbaut.“
Birgit Roschy von epd-film.de meinte: „Gemächliches Timing und spröde Charaktere mit leicht zwanghafter Miesepetrigkeit, ein Gespür für die feinen Risse in der Fassade bürgerlicher Gesetztheit: Hier wird in aller Ruhe ausgelotet ‚zwischen dem, was jeder Mensch sein könnte und dem, was er tatsächlich ist.‘“ „Die Grundidee ist auf Dauer zwar nicht wasserdicht, doch dafür wird das schmale Budget mit anschaulichen Details ausgeglichen.“